# Zone Romantica
Zone Romantica (bivše ime: Romantica) je program koji emitira telenovele, glazbeni i zabavni program, uglavnom iz Latinske Amerike.
Prati ga 6 milijuna pretplatnika u 31 zemlji svijeta.
U Hrvatskoj se emitira putem Total TV-a, B.net-a i ostalih operatera, lokaliziran na hrvatski jezik.

## Vanjske poveznice
- Chellomedia  Arhivirana inačica izvorne stranice od 17. prosinca 2008. (Wayback Machine)
- Službena stranica  Arhivirana inačica izvorne stranice od 20. prosinca 2008. (Wayback Machine)